# Myotis insularum
Myotis insularum es una especie de murciélago de la familia Vespertilionidae.

## Distribución geográfica
Se encuentra posiblemente en el archipiélago de Samoa.